# Волк в мифологии

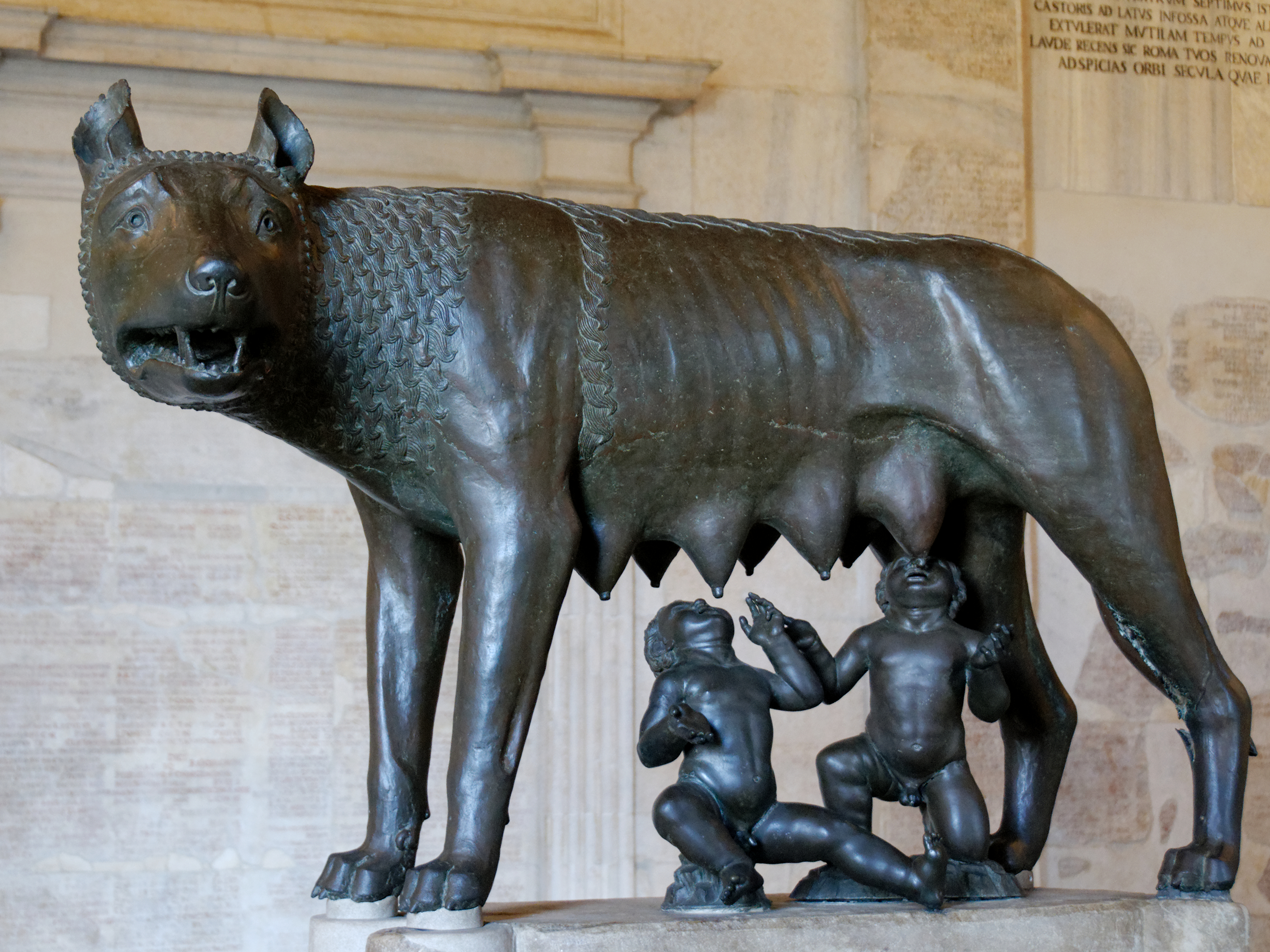
Капитолийская волчица, по легенде вскормившая основателей Рима, Ромула и Рема

Образ волка широко распространён в мифологии многих народов Евразии и Северной Америки, что соответствует его историческому ареалу. Очевидным атрибутом волков является их положение в экосистеме в качестве высших хищников, соответственно, в мифах они связываются с опасностями и разрушением, что делает этих животных символом воинской доблести с одной стороны, и символом зла — с другой. Не в последнюю очередь враждебное отношение к волку в культуре выработалось из-за опансости, которое он представляет для человека и одомашненных им животных. Современный фольклорный архетип «злого и страшного серого волка» происходит именно из древних сказаний, связанных с волками. Мифы о них имеют большое значение в культуре и религии в том числе и кочевников как евразийских степей, так и североамериканских равнин.
Волки иногда ассоциировались с колдовством у североевропейских народов, а также у некоторых индейских племён Северной Америки: в скандинавском фольклоре вёльва Хиндла и великанша Хюрроккин изображаются верхом на волках, в то время как в культуре навахо волков боялись как колдунов, облачённых в волчьи шкуры.

## Древнегреческая мифология
Волк был жертвенным зверем Аполлона, тесно связанным с его образом. Ему давались такие эпитеты, как Ликоктон («убивающий волков»), в Афинах он был известен под именем Аполлон Ликейский («волчий»), таким образом связывался с военной агонистикой. Волк мог рассматриваться как символ утреннего солнца, поскольку он способен видеть и ночью, тем не менее, негативный образ волка превалировал в античной культуре.

## Древнеримская мифология
У древних римлян волк ассоциировался с Марсом, и поэтому появление волка перед битвой, по их представлениям, предвещало победу.
Известным сюжетом древнеримской мифологии является биография основателей Рима, Ромула и Рема, которых в младенческом возрасте вскормила волчица.

## Германская мифология

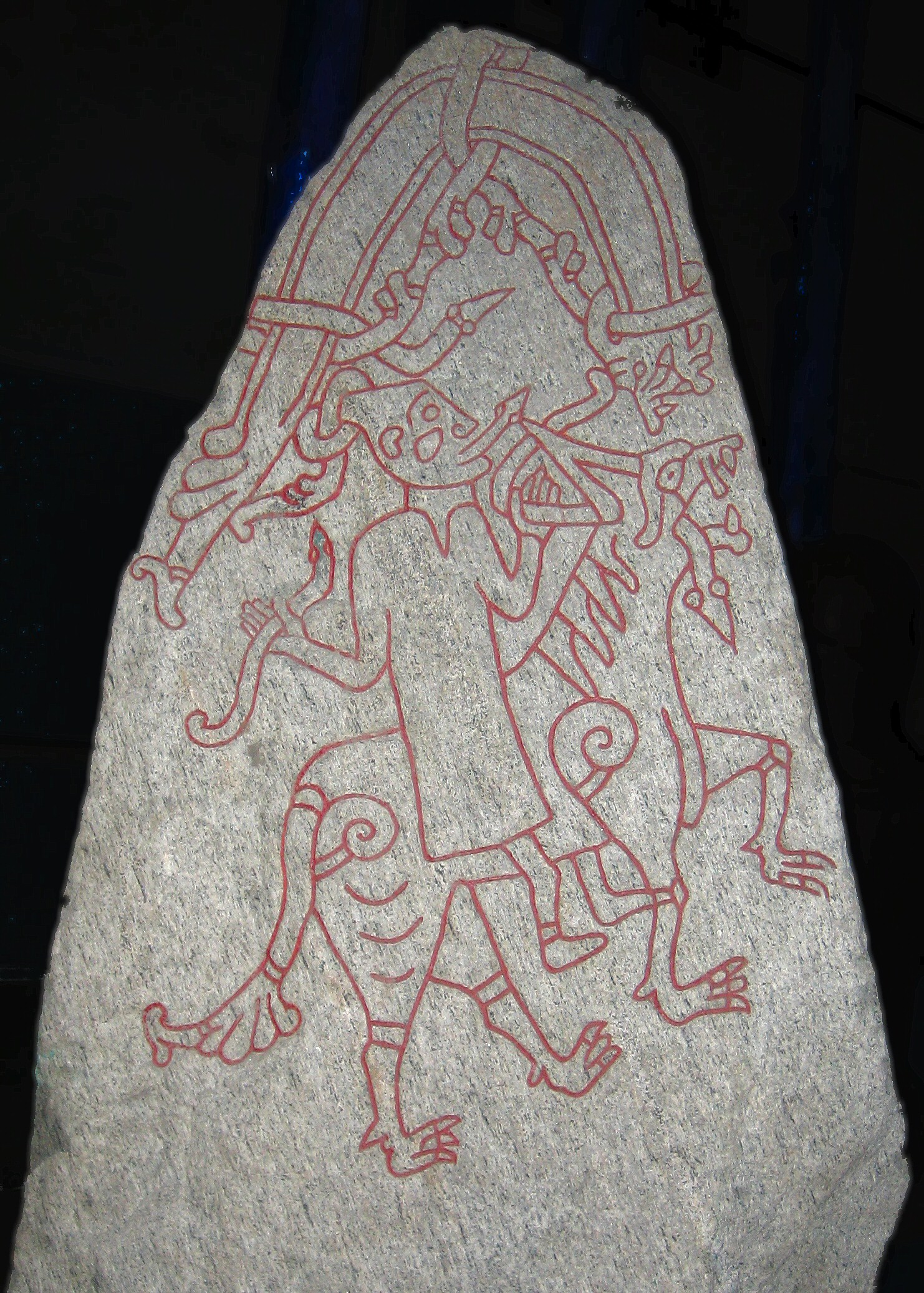
Великанша-наездница на волке (предположительно, Хюрроккин), рунический камень XI в., Швеция

В скандинавской мифологии фигурируют три злобных волка: гигантский Фенрир, старший отпрыск Локи и Ангрбоды, которого асы боялись и ненавидели, и его потомство, два волка Сколль и Хати. Фенрир был изначально взращён в Асгарде, но согласно пророчеству, в конце времён он поглотит самого Одина. Асы, дабы отдалить светопреставление, решают связать волка якобы в шутку, однако все путы чудовищный Фенрир срывает. В конце концов было решено сковать его с помощью специально созданной цепи глейпнир. Однако Фенрир заподозрил неладное и согласился на это только в том случае, только если один из асов пожертвует своей рукой. На условие соглашается Тюр, бог войны, храбрейший из асов, которому Фенрир откусывает правую руку В конечном итоге Фенриру суждено будет стать слишком большим для своих уз, он вырвется и поглотит Одина во время Рагнарёка. К тому времени он вырастет настолько, что с раскрытой пастью его верхняя челюсть будет касаться неба, а нижняя земли. После чего он будет убит сыном Одина, Видаром, который либо ударит его ножом в сердце, либо разорвет его челюсти. Согласно другой легенде, если не сам Фенрир, так его потомство поглотят солнце и луну в день Рагнарёк. С другой же стороны, волки Гери и Фреки (соответственно с др.-сканд. — «Жадный и Прожорливый») были верными питомцами Одина, лежавшими у его ног и питавшимися едой, которую им бросал хозяин, лишь пивший вино; считалось, что они несут добрые предзнаменования и являются воплощениями одиновских духа и мысли. Род Вёльсунгов, потомков Одина, согласно скандинавским мифам, обладал способностью к оборотничеству, превращению в волков.

## Славянская мифология
У славян волк относится к хтоническим животным, то есть, связанным со землёй. В многих этиологических легендах, бытующих среди славянских народов, волка лепят из глины или из грязи (либо же выстроган из дерева; в частности, в записанной в Гродненской губернии легенде из опилок, оставшихся после волка, появились т. н. «гады» — насекомые, пресмыкающиеся и земноводные). Другой распространённой чертой сюжетов славянских этиологических легенд является то, что волка создал дьявол в противовес Богу, однако вселить в волка душу мог именно Бог, у самого нечистого это не получилось. Другой хтонической чертой образа волка в славянской мифологии является связь с т. н. «гадами»; считающимися по представлениям славян нечистыми животными. Среди южных славян к волку и вовсе применяются иносказательные названия «гад, гадина». Хтоническая природа волка проявляется и в связи со смертью. Именно волк-оборотень, волколак, является самым частым оборотнем, встречаемым в славянской (и шире — общеевропейской) мифологии и фольклоре. По представлениям южных славян, в волка может превращаться вампир, упырь, сербы верили, что у вампиров во внешности присутствуют волчьи черты, такие, как покрывающая тело шерсть. Также считалось, что убитые волколаки после смерти могут стать вампирами. По представлениям болгар, домовой (болг. таласъм), связанный с духами умерших предков, иногда появляется в волчьем обличье. В белорусских и польских рождественских песнях и заговорах присутствует мотив приглашения волка к рождественскому столу, так же, как умерших или домового. У южных славян, помимо этого, волку (а иногда и медведю) приносят на перекрёсток немного еды, чтобы он не трогал скотину.
Одной из существенных семантик образа волка в славянской мифологии — признак чуждости. Волк может соотноситься с чужаками, что отразилось в некоторых свадебных обрядах (где с волком соотносится жених).
Довольно неоднозначной является связь волка с нечистой силой. С одной стороны, волк может напрямую соотноситься с нечистой силой (чехи используют эвфемизм «волк» (чеш. vlk) для обозначения чёрта), и быть связанным с ней животным: на нём может ехать ведьма, в него может оборотиться чёрт или ведьма, их могут насылать на человеческие поселения ведьмы и колдуны, в волчью стаю колдун может обратить свадебный поезд (аналогичное представление бытовало и у финнов). По представлениям поляков из Седлища (Холмщина), не случайно оконные рамы крестообразные: это своего рода защита от волков, чтобы они, как нечистая сила, не могли войти в дом. По представлениям восточных славян, при встрече с волком, его можно отпугнуть молитвой, крестом или крестным знамением, а также заговорами и заклинаниями. В некоторых представлениях, нечисть может и вовсе питаться волками. С другой же стороны, нечисть боится волка, поскольку он устрашает либо же и вовсе убивает её. По представлениям восточных славян, волки сознательно поедают чертей, чтобы они меньше плодились, а русские казаки и вовсе считали, что волки делают это по божьему повелению. В Болгарии верили, что волки отпугивают упырей. Период разгула волков во многих местах совпадает с аналогичным для нечисти. Так, у восточных славян он начинался на Юрьев день (26 ноября (9 декабря)), иногда 23 ноября; по другой версии, он длился с Дмитриева дня (26 октября (8 ноября)) до Юрия Вешнего (23 апреля (6 мая)). У южных славян с разгулом волков связаны т. н. «волчьи дни» или «волчьи праздники» (болг. вълчаци, вълчешници, вучляци, вълчи празници, вълкови деня, серб. вучји празник, макед. вучљаци, вучки празници, влков празник) — календарные праздники преимущественно переходного зимне-весеннего периода и посвящённые защите от волков. Как правило, «волчьи дни» приходились на ноябрь, иногда продолжались до декабря, их продолжительность не превышала девяти дней. Чаще всего они начинались непосредственно после Михайлова дня (8 ноября (21 ноября)) или же со дня святого Мины, или святого Мартина (11 ноября (24 ноября)). Заканчивались «волчьи дни» у сербов на Савин день (5 декабря (12 декабря)). С «волчьими днями» связаны запреты и табу. Так, на юго-западе Болгарии замужним женщинам, живущим половой жизнью, во время волчьих дней запрещено прикасаться к животному жиру и делать сыр и творог. В Кюстендилской области не запрягают волов. Также календарные и другие временные запреты соблюдаются и в другие дни в году. Как уже видно из запретов на «волчьи дни», они направлены на защиту человека и скота от волков, и касаются деятельности, связанной со скотоводством и продуктами скота — молоком, мясом, навозом, шерстью. Также запреты касаются и предметов, ассоциирующихся с острыми волчьими зубами: зубчатых (вил, гребней), колющих и режущих предметов (ножей, топоров, иголок, свёрл, шил, серпов, кос). Табуирование проявлялось и к обозначению волка, волка запрещалось называть напрямую чаще всего к вечеру или к ночи, иногда к «волчьим праздникам». Как и в случае с табуированием обозначения другого животного, медведя, считалось, что упоминание волка накликает его. Одним из самых распространённых эвфемизмов является «зверь»; кроме того, употребляются такие, как «бирюк» или «серый», в Ковровском уезде Владимирской губернии волка называли словом «лыкус». Также используются и личные имена, на юго-востоке Кубани — «Кузьма», у поляков Люблинского воеводства — «Якубек» (пол. Jakubek).
По представлениям славян, у волков есть свой хозяин и покровитель. У восточных славян чаще всего в его роли выступает леший. У сербов и хорватов бытует представление, что хозяин волков — «волчий пастырь» (серб. вучији пастир), либо старый волк, либо старик верхом на волке. Он ежегодно созывает всех волков и распределяет между ними добычу на следующий год. Также функции хозяев волков исполняют и святые. У восточных славян (а также болгар, словенцев, хорватов, сербов, в северо-восточной Боснии) покровителем волков считается Егорий Храбрый — Георгий Победоносец, который так же, как и сербохорватский волчий пастырь, ежегодно собирает волков и делит между ними добычу. По представлениям сербов, волки — псы святого Саввы, собирающего их и указывающего им добычу. У поляков и кашубов покровителем волков выступает Николай Угодник. У западных украинцев, помимо него — также святой Михаил, святой Пётр или Павел. В русских народных сказках у волков может быть и князь/царь — белый волк, чей образ можно соотнести с сербохорватским волчьим пастырем. У болгар хозяин волков, главный волк носит имена Куцалан, Куцаран, Куцала, Натлапан и отличается хромотой.
Среди славян распространены многочисленные обереги от волков, чьё действие направлено как и на людей, так и на скотину.
Практически у всех славян присутствует примета: если волк перебежал дорогу — к удаче, вдвойне удачной считается встреча с волчьей «свадьбой». В Белоруссии, дабы встретиться таким образом с волком, берут голову чеснока. Также с волком связаны и приметы негативного характера: так, волк, зашедший в деревню, предвещает неурожай; также волки прокладывают свои тропы туда, где будет война (также множество волков сулит войну или мор скота).

## Финно-угорская мифология
Одна из персонажей мордовской мифологии, Вирь-ава, являющаяся духом-покровительницей леса, пасёт лесных животных, включая волков. У финнов считалось, что колдуны повелевают хтоническими животными — гадами, а также более крупными лесными зверями, и особенно — волками и медведями.
В финской руне, рассказывающей о происхождении железа, упоминается, что железную руду из болота вынесли на своих лапах волк и медведь.
В эстонской народной этиологической сказке волка создаёт чёрт, однако попытки вдохнуть в него жизнь у чёрта не получается. Тогда Ванаиса, небесный бог, советует нечистому произнести заклинание «Волк, встань, повали чёрта!», после чего волк действительно оживает и начинает преследовать своего создателя. В финской же народной сказке упоминается, что некогда волки жили в мире с лисами, собаками и медведями. Но однажды, когда медведь и волк, как более сильные звери оттяпали части добычи, пойманной ими вместе с собаками и лисами, у зверей разгорелся спор, и один пёс отправился к небожителю Тапио, покровителю леса и охоты, дабы тот рассудил зверей. Первое время волк и медведь послушались хозяина леса, но потом вновь завладели добычей и не пошли на суд. Тогда Тапио расставил ловушки: волку он поставил петлю-очеп. Медведь, лишившийся хвоста из-за капкана, пытался вытащить волка из петли, лупя его дубиной по спине. Волк успешно освободился, но с тех пор его спина не гнётся.
По представлениям эстонцев, созвездие Большая Медведица — это телега, в которую впряжены бык и волк, последний был впряжён в наказание за то, что съел одного из быков, до этого запряжённого в телегу.

## Тюркская мифология
У тюрок, прежде всего кочевников, волк воспринимался в качестве родового тотема, по одной из версий этиологического мифа о происхождении тюрок, первопредок, будучи маленьким мальчиком и последним, оставшимся в живых после истребления своих сородичей, был воспитан волчицей (в некоторых изводах носящей имя Асена, Арсена), а возмужав, совокупляется с нею, и она рождает полулюдей-полуволков, от которых и пошли все тюрки. Поэтому волчья голова могла использоваться на знамёнах (волчья голова и в наше время присутствует на флаге турецкой националистической организации «Бозкурт»).

## Христианство

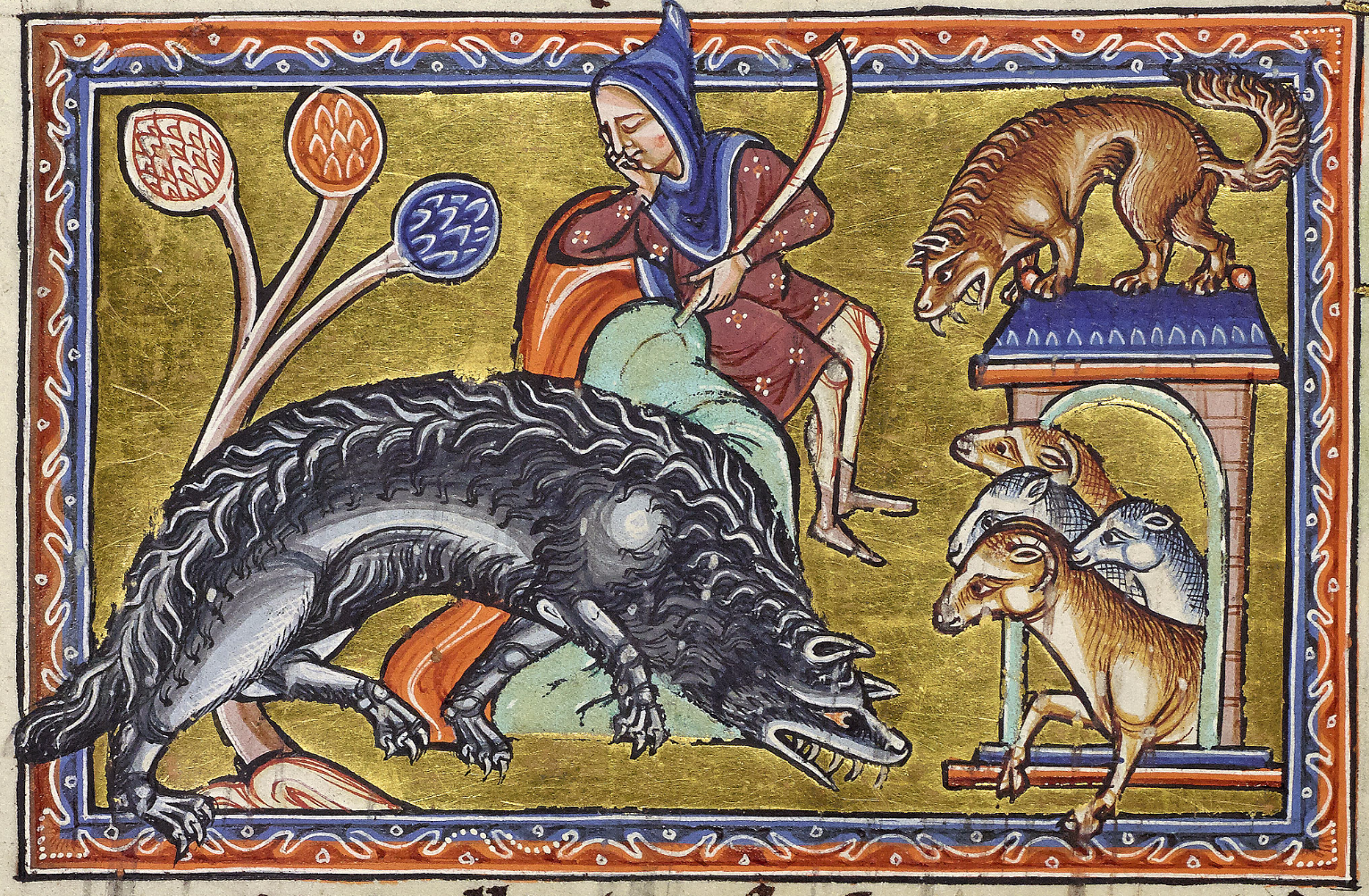
Волк в овчарне, миниатюра из Абердинского бестиария XII в.

В христианстве волк ассоциируется в первую очередь с дьяволом, угрожающему верующим, как волк — стаду овец (что символично, агнцем, то есть ягнёнком, Божиим, в Библии Иоанн Креститель называет Христа, а сам Он в Евангелии от Иоанна называет себя добрым пастырем: «пастырь добрый полагает жизнь свою за овец. А наемник, не пастырь, которому овцы не свои, видит приходящего волка, и оставляет овец, и бежит; и волк расхищает овец, и разгоняет их» (Ин. 10:11, 12)). Аналогию волка с дьяволом прямо проводит Василий Великий в одной из своих «Бесед»: «Конечно, диавол есть волк — этот дикий, хищный, коварный зверь, этот общий всех враг». В христианстве активно эксплуатируется тематика «волка в овечьей шкуре», примером может послужить стих из Евангелия от Матфея: «Берегитесь лжепророков, которые приходят к вам в овечьей одежде, а внутри суть волки хищные» (Матф. 7:15).
Тем не менее, по представлениям христиан, волка, равно как и других хищных зверей, по силу утихомирить святым. Волков своим убеждением отвращали от хищнического образа жизни и обращали в веру такие святые, как Франциск Ассизский, Вильгельм Верчелльский (который также оседлал волка), святой Эрве и святой Филиберт. Святой епископ Зимперт Аугсбургский спас ребёнка из волчьей пасти и заставил зверя вернуть его матери, такой же сюжет содержится в житии Власия Севастийского (покровителя скота в славянском народном христианстве), однако вместо человеческого ребёнка выступает поросёнок. Известны и изображения святых с волками, чьи имена также происходят от названия этого животного: Вольфганг Регенсбургский, святой Луп.
Также христианство допускает, что во время Царства Божия волк, наряду с другими хищными, будет мирно сосуществовать с травоядными: «тогда волк будет жить вместе с ягненком» (Ис. 11:6).